# Adam & Eva
För andra betydelser, se Adam och Eva (olika betydelser).
Adam & Eva är en svensk romantisk dramakomedifilm från 1997 i regi av Hannes Holm och Måns Herngren. Titelrollerna spelas av Björn Kjellman och Josefin Nilsson. Tintin Anderzon, som spelar kompisen Tove, belönades med en guldbagge för bästa kvinnliga biroll. Musikaliskt ledmotiv av Wille Crafoord. 

## Handling
Filmen börjar med att en kyrka brinner och brandmän räddar flera personer från elden. Men kvar i kyrkan finns Eva (Josefin Nilsson), en blond tjej klädd som Lucia. En av brandmännen, Adam (Björn Kjellman), återvänder till kyrkan för att rädda henne. De förenas i en kyss och eftertexterna börjar rulla. När eftertexterna är slut hörs Adam fråga: "Är det över nu?". Fyra år senare sitter Adam vid frukostbordet och tänker att förhållandet har blivit rutin. Allt är förutsägbart. Eva vill ha ett barn och köpa ett hus, men Adam är inte beredd att ta ansvar. Han är rädd för att bli en vanlig kille som hans bror Sven (Reine Brynolfsson). Adam och Eva firar midsommar med Svens familj och vänner. Många har sina barn med sig. Åke (Jacob Ericksson) börjar sjunga låtar med snuskiga texter. Sven stoppar honom, varpå Åke går iväg i protest för att sitta ner och prata med Eva. På kvällen träffar Adam Svens och hans fru Kickis (Katrin Sundberg) unga nanny Jackie (Dubrilla Ekerlund).
Adam berättar för sin vän Tove (Tintin Anderzon) att han sprang ihop med Jackie, och att de tillbringade en dag tillsammans när Eva var bortrest på jobb i Köpenhamn. Den naiva Jackie vill bli författare och försöker agera vuxet. Åldersskillnaden blir tydlig under deras middagskonversation. De kysser varandra hemma i Adams soffa. Adam har slut på kondomer och ger sig ut på jakt efter nya. Adam och Eva tittar på ett hus att köpa. Mäklaren tar ett samtal i bilen och dör oväntat. Adam börjar fundera på livets mening. Han springer tillbaka till Jackie med nyinköpta kondomer.
Eva berättar för Adam att hon tackade nej till ett jobb i Danmark för hans skull, men Adam övertygar henne om att åka. På så sätt kan han träffa Jackie mer. Adam ska på en julmiddag med Evas föräldrar på Gotland. Evas pappa ger Adam förtroendet att vara jultomte. Adam ringer och klagar till Jackie, men Eva avlyssnar samtalet. När Adam kommer in som jultomte avslöjar Eva för familjen att han har en älskarinna. Adam, som återvänder hem till Stockholm, går tillbaka till Jackie. Där är redan en annan manlig "vän", Sven-Olof. Adam spenderar natten med Tove och senare flyttar han in. Hon ordnar en nyårsfest och Adam får reda på att Eva har träffat en ny kille, Åke från midsommarfesten, och att de är tillsammans. Adam försöker ta sitt liv genom att sätta en raket i munnen. Alla raketer exploderar på balkongen. Adam åker till akuten med en brännskada på fingret.
Senare, när Adam återvänder till sjukhuset, vägrar den kvinnliga läkaren ge honom fler smärtstillande medel, men säger åt honom att gå vidare och åka på en resa med en vän för att ha roligt. Adam tar med sig läkaren till Köpenhamn för att försöka ha kul. Han ringer Eva och de träffas på en pub. Eva vill prata om skilsmässan och få Adam att skriva under skilsmässopappren. Adam är uppklädd och vill ta ut henne på middag. Adam spelar en roll, men skriver till slut under pappren. Han springer efter Eva och skriker: "Jag älskar dig!". Sorgsen åker han hem med läkaren.
Adams vänner, släktingar och kollegor pratar om hur Adam betedde sig efter skilsmässan. Han jobbade hela tiden, köpte nya kläder och raggade upp tjejer. På sommaren träffar Adam och Eva av en slump. Hon erbjuder honom en gratis biljett till Åkes framgångsrika stand-up-show. Adam och Tove går på Åkes show och efter showen är det fest med hela kändis-Sverige. Adam följer Eva hem. Hon och Åke har flyttat in i huset som Adam och Eva tittade på tidigare. Eva och Adam håller på att kyssas, när dörren öppnas och Tove och Åke kommer in. Lite senare säger Eva att hon ska gifta sig med Åke. Adam funderar över hennes eventuellt nya efter namn "Eva Braun". De träffas igen på Evas möhippa och vaknar upp i samma säng men skiljs åt morgonen efter. När Adam kommer hem till Tove är hon sur, men de blir vänner igen. Eva och Åke börjar diskutera bröllopet efter en repetition i kyrkan och Eva börjar säga att hon känner sig tveksam men de gifter sig ändå.
Senare ser Adam Eva i en babybutik. Eva är gravid och Adam berättar för henne att Tove också är gravid. Han och Tove har alltid varit vänner, men de har aldrig varit kära. De åkte på semester och gjorde verkligen ett försök att få till det utan framgång. På hemresan blev Tove kär i en steward som hon nu bor med. Eva säger att det bara varade i sex månader med Åke. Det började när hon blev gravid, då blev förhållandet sämre och sämre. Bland annat kom hon på honom med en annan. Åke bor fortfarande i huset med sin nya kärlek, en man (Jonas Gardell). Adam och Eva går iväg tillsammans. Adam ser tillbaka på deras förhållande och kan inte minnas att de någonsin haft det dåligt tillsammans. De kysser varandra. Adam och Eva sitter i förlossningsrummet med ett nyfött barn. Adam säger: "Han är som jag."

## Medverkande (urval)
- Björn Kjellman - Adam
- Josefin Nilsson -  Eva
- Tintin Anderzon - Tove
- Jacob Ericksson - Åke
- Reine Brynolfsson - Sven
- Katrin Sundberg - Kicki
- Dubrilla Ekerlund - Jackie
- Kjell Alinge - Äktenskapsrådgivare
- Greten Andersson - Evas mamma
- Karin Bjurström - Toves väninna
- Jonas Cornell - Läkare
- Sussie Eriksson - Toves väninna
- Sofia Eriksson - Som sig själv
- Gert Fylking - Brandman
- Jonas Gardell - Som sig själv
- Martina Haag - Toves väninna
- Felix Herngren - Pappa med barn
- Ulf Malmros - Pappa med barn
- Jonas Malmsjö - Fastighetsmäklare
- Kalle Moraeus - Evas bror
- Gunilla Röör - Adams psykolog
- Eva Röse - Toves väninna
- Vanna Rosenberg - TVshow-Värdinna
- Per Sandberg - Evas bror
- Leonard Scheja - Evas och Adams son i Adams dagdröm
- Rebecca Scheja - Evas och Adams dotter i Adams dagdröm
- Michael Segerström - Präst
- Tomas von Brömssen - Evas pappa

## Produktion
Publikbilderna under talkshow-scenen är inspelad i Sen kväll med Luuk-studion på TV4.

## Nyinspelning
År 2003 gjordes en nyinspelning av filmen, under samma titel, i Österrike. Regissör var Paul Harather och de båda huvudrollerna spelades av Simon Schwarz och Marie Bäumer.